# الحشيش والدين
تتبنى الديانات المختلفة مواقف متباينة بشأن استخدام الحشيش، تاريخياً وفي الوقت الحاضر. في التاريخ القديم، استخدمت بعض الديانات الحشيش كمادة مهلوسة (إنتيوجين)، خاصة في شبه القارة الهندية، حيث يستمر هذا التقليد بشكل محدود حتى اليوم.
في العصر الحديث، يستخدم أتباع حركة الرستفارية الحشيش كعشب مقدس. في المقابل، الديانات التي تحظر المُسكرات، بما في ذلك البوذية، والبهائية، وأتباع كنيسة يسوع المسيح لقديسي الأيام الأخيرة، تحظر استخدامه إلا بوصفة طبية من طبيب. كما أن هناك ديانات عارضت استخدام الحشيش من قِبل أتباعها أو، في بعض الحالات، عارضت تقنين قوانين الحشيش. من جهة أخرى، دعمت بعض الجماعات استخدام القنب لأغراض طبية مثل بعض المذاهب الإسلامية، والفصائل البروتستانتية واليهودية.

## الديانات التاريخية
في مصر القديمة، توجد سجلات مكتوبة تشير إلى الاستخدام الطبي للقنب. فقد ذكر بردية إيبرس (التي كُتبت في عام 1500 قبل الميلاد) استخدام زيت بذور القنب لعلاج التهابات المهبل. كما تم العثور على حبوب لقاح القنب في قبر رمسيس الثاني، الذي حكم لمدة سبعة وستين عامًا خلال الأسرة التاسعة عشرة، واحتوت عدة مومياوات على آثار من القنب.
اكتسب الآشوريون، والمصريون، والعبرانيون، بالإضافة إلى الثقافات السامية الأخرى في الشرق الأوسط، القنب في الغالب من الثقافات الآرية، وكانوا يحرقونه كبخور منذ حوالي عام 1000 قبل الميلاد. يُرجح أن زيت القنب استُخدم في جميع أنحاء الشرق الأوسط لعدة قرون قبل وبعد ميلاد المسيح.
استُخدم الحشيش من قبل الثقافات الشامانية والوثنية للتأمل في موضوعات دينية وفلسفية عميقة تتعلق بقبائلهم أو مجتمعاتهم، لتحقيق نوع من التنوير، أو لاستكشاف حقائق ومجالات مجهولة من العقل البشري واللاوعي، وكذلك كمنشط جنسي طبيعي خلال الطقوس أو الاحتفالات الجماعية. هناك عدة إشارات في الأساطير الإغريقية إلى عقار قوي كان يُعتقد أنه يزيل القلق والحزن. وكتب هيرودوت عن ممارسات احتفالية مبكرة قام بها السكوثيون، ويُعتقد أنها حدثت بين القرن الخامس والثاني قبل الميلاد.
بالإضافة إلى ذلك، وفقاً لهيرودوت، كان لدى الداتشيون والسكوثيون تقليد يتمثل في إشعال النار في مكان مغلق وحرق بذور القنب واستنشاق الدخان الناتج.
في الوثنية الجرمانية القديمة، كان القنب يُحتمل أن يكون مرتبطًا بإلهة الحب الإسكندنافية فريا.

## الهندوسية

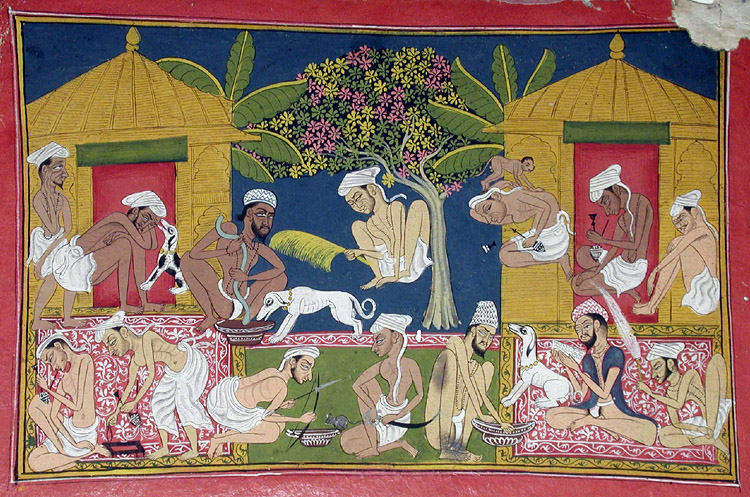
آكلو البانغ من الهند حوالي عام 1790.

خلال مهرجان هولي وماها شيفراتري الهندوسيين، يستهلك الناس مشروب بانغ الذي يحتوي على زهور القنب. وفقاً لإحدى الروايات، عندما تم إنتاج الأمريتا (إكسير الحياة) من خض البحر بواسطة الديفات والأسورات كما هو موصوف في قصة تماوج المحيط، قام الإله شيفا بخلق القنب من جسده لتطهير الإكسير، ولهذا يُطلق على القنب لقب "أنغاجا" (المولود من الجسد). رواية أخرى تشير إلى أن نبات القنب نبت عندما سقطت قطرة من الإكسير على الأرض. بناءً على ذلك، يستخدم الريشيين (الحكماء) القنب بسبب ارتباطه بالإكسير وبالإله شيفا.
في الهندوسية، يُعتقد أن شرب البانغ بحكمة وفقاً للطقوس الدينية يؤدي إلى تطهير الذنوب، ويُوحّد الشخص مع شيفا، ويجنبه معاناة الجحيم في الحياة المستقبلية. كما يُعتقد أن له فوائد طبية ويُستخدم في طب أيورفيدا. وعلى النقيض من ذلك، فإن شرب البانغ بطريقة غير حكيمة ودون طقوس يُعتبر خطيئة.

## اليهودية
ناقش الحاخامات الحديثون ما إذا كان القنب مسموحًا به بموجب الشريعة اليهودية لأغراض ترفيهية أو طبية. وقد صرّح الحاخام الأرثوذكسي موشيه فاينشتاين في عام 1973 أن القنب غير مسموح به بموجب الشريعة اليهودية بسبب آثاره الضارة. ومع ذلك، أشار الحاخامان الأرثوذكسيان إفرايم زلمانوفيتش (2013) وحاييم كانيفسكي (2016) إلى أن القنب الطبي، يُعتبر حلال وفق الشريعة اليهودية.
على الرغم من أن هذا الرأي يُعتبر نظرية هامشية وخاطئة من قبل العلماء السائدين، إلا أن بعض الكتّاب افترضوا أن القنب ربما استُخدم في طقوس دينية في اليهودية المبكرة. ادّعت سولا بينيت (1967) أن النبات المسمى قَنه بوسم (קְנֵה-בֹשֶׂם)، المذكور خمس مرات في التناخ والذي استُخدم في زيت المسحة المقدس في سفر الخروج، هو في الواقع القنب. ومع ذلك، تُحدد معاجم اللغة العبرية وقواميس النباتات المذكورة في الكتاب المقدس النبات على أنه إما قصب الذريرة أو عشب الليمون، مثل تلك التي أعدّها ميخائيل زوهاري (1985)، وهانس آرن جينسن (2004)، وجيمس أ. دوق (2010) وآخرون.
في عام 2020، أظهرت دراسة في موقع تل عراد، وهو مزار عمره 2700 عام يقع على الحدود الجنوبية لمملكة يهوذا، أن القرابين المحترقة على إحدى المذابح احتوت على مركبات القنبيد المتعددة، مما يشير إلى الاستخدام الطقسي للقنب في اليهودية القديمة.

## البوذية
في البوذية، غالبًا ما يتم تفسير المبدأ الخامس على أنه يعني "الامتناع عن المشروبات والمخدرات المسكرة التي تؤدي إلى عدم الانتباه"، على الرغم من أن بعض الترجمات المباشرة تشير إلى أن المبدأ الخامس يشير تحديدًا إلى الكحول. يتم وصف القنب وبعض النباتات ذات التأثير النفسي بشكل خاص في نص ماهاكالا تانترا لأغراض طبية.
تختلف وجهات النظر حول المخدرات، وخاصة الطبيعية أو العشبية مثل القنب، بين الطوائف البوذية المختلفة، التي يمكن تلخيصها في البوذية التيرافادا، والماهايانا، والفاجرايانا.
في تقليد التيرافادا، يتم الالتزام بالمبدأ الخامس بالنسبة للعامة بجدية وبمعناها الحرفي وفقًا للنص، مثل "أتعهد بالامتناع عن المشروبات المخمرة" (بالبالية: Surāmerayamajjapamādaṭṭhānā veramaṇī sikkhāpadaṃ samādiyāmi)، ويميل هذا التقليد إلى معارضة الكحول والمخدرات بشكل عام أكثر من التقاليد البوذية الأخرى.
أما في البوذية الماهايانا، فتتجاوز وصايا البوديساتفا الأخلاقية وصايا الفينايا (أو عهود الباراتيموكشا) التي تتشاركها مع التيرافادا ولكنها تُعطى أهمية أقل. ويركز الكود الأخلاقي للبوديساتفا على أن أي شيء مفيد للفرد أو للآخرين يجب اعتماده، وأي شيء ضار يجب تجنبه، مما يترك مجالاً أوسع للتفسيرات الطبية للقنب.
في البوذية الفاجرايانا، يُعتبر هذا التقليد ربما الأكثر انفتاحًا على استخدام القنب، خاصةً في السياق الذي تدعو فيه وصايا الفاجرايانا إلى تطوير "رؤية نقية"، يتم فيها استخراج الجوهر النقي من كل الأشياء من خلال رؤية طبيعتها الحقيقية المتمثلة في سونياتا بما في ذلك الأشياء التي تُعتبر عادةً مدنسة مثل الجنس والمخدرات، بما فيها القنب، كما ورد في بعض النصوص البوذية التانترا. علاوة على ذلك، يرتبط طب الاعشاب، بما في ذلك بعض المخدرات الطبيعية ذات التأثير النفسي، بعمق بتقاليد التانترا البوذية للفاجرايانا، لا سيما البوذية التبتية. وعلى الرغم من أن تقاليد الفاجرايانا تحافظ أيضًا على وصايا الفينايا والبوديساتفا، إلا أن وصايا التانترا أو السامايا، التي تعكس عقيدة الفاجرايانا، تعتبر الأهم.
بناءً على ذلك، يبدو أن القنب يُمنع بشكل كبير في البوذية التيرافادا، ويُثبط بدرجة أقل في الماهايانا في بعض السياقات، بينما يُعتبر استخدامه في الفاجرايانا أقل إثارة للاعتراض أو حتى مشجعًا في بعض الحالات.
بالإضافة إلى ذلك، في الغرب، ارتبطت البوذية بشكل كبير بالمخدرات المهلوسة والنفسية بسبب تأثير ثقافات البيتنكس والهيبيز من خمسينيات إلى سبعينيات القرن العشرين. وعلى الرغم من أن البوذية لا تشجع هذه المخدرات بشكل صريح، إلا أن النصوص البوذية عمومًا لا تتحدث كثيرًا ضد أي مخدر معين باستثناء الكحول.
وعلى وجه العموم، يقبل معظم البوذيين (بما في ذلك الدالاي لاما) بفكرة استخدام الماريجوانا الطبية لعلاج أمراض جسدية وعقلية محددة.

## المسيحية

### الكاثوليكية
قبل توليه منصب زعيم الكنيسة الكاثوليكية، تحدث البابا فرنسيس ضد استخدام الماريجوانا الترفيهية. وصرّح في عام 2013 في بوينس آيرس: "لن يتم تحقيق الحد من انتشار وتأثير الإدمان على المخدرات من خلال تحرير استخدامها." وينص التعليم المسيحي للكنيسة الكاثوليكية على أن "استخدام المخدرات يُلحق ضرراً بالغًا بالصحة والحياة. واستخدامها، باستثناء الأغراض العلاجية الصارمة، يُعدّ جريمة خطيرة."

### الأرثوذكسية
قاومت الكنيسة الجورجية الأرثوذكسية تقنين الماريجوانا في جورجيا.

### البروتستانتية
صوّت اتحاد المعمدانيين بولاية أركنساس في عام 2016 ضد تشريع الماريجوانا الطبية. وفي نفس العام، دعا المدير التنفيذي لاتحاد المعمدانيين في فلوريدا، تومي غرين، التجمعات الكنسية للتصويت ضد التعديل الثاني لفلوريدا (2016)، الذي وسّع تقنين استخدام الماريجوانا الطبية في الولاية. كما عارض الاتحاد الإنجيلي الوطني في بليز تقنين الماريجوانا في البلاد عام 2017.
تاريخيًا، دعت كنائس جمعية الله في الولايات المتحدة، إلى جانب العديد من الكنائس الخمسينية وحركات القداسة، إلى الامتناع عن جميع أنواع الكحول والتبغ والمخدرات. ويستشهد أنصار هذا الرأي بمقاطع كتابية تدعو إلى احترام الجسد وتحظر السكر.
من ناحية أخرى، أيدت بعض الكنائس البروتستانتية تقنين الماريجوانا الطبية، بما في ذلك كنيسة المشيخيين في الولايات المتحدة، والكنيسة الميثودية المتحدة، وكنيسة المسيح المتحدة، والكنيسة الأسقفية.

### كنيسة يسوع المسيح لقديسي الأيام الأخيرة
تحظر كنيسة يسوع المسيح لقديسي الأيام الأخيرة بشكل عام استخدام المواد المُسكرة. ففي أغسطس 1915، حظرت الكنيسة استخدام الماريجوانا بين أعضائها. وفي عام 2016، دعت الرئاسة الأولى للكنيسة أتباعها لمعارضة تقنين الاستخدام الترفيهي للماريجوانا. ومع ذلك، صرّحت الكنيسة بأنها "لم تُبدِ أي اعتراض على القانون SB 89"، الذي يسمح باستخدام الماريجوانا الطبية غير ذات التأثير النفسي في ولاية يوتا.

## الإسلام
لم يُذكر القنب في القرآن، لكن اعتبره جميع علماء السنة والشيعة تقريبًا مشابهًا للخمر من حيث التأثير، وبالتالي تم تحريمه بالقياس الشرعي.
يستند العلماء الذين يعتبرون القنب محرمًا إلى حديث النبي محمد: (ما أسكر كثيرُه فقليله حرام). ومع ذلك، ميز الفقهاء المسلمون الأوائل بين القنب والخمر، ورغم القيود المفروضة على الكحول، كان استخدام القنب شائعًا في العالم الإسلامي حتى القرن الثامن عشر. اليوم، لا يزال القنب يُستهلك في أجزاء كثيرة من العالم الإسلامي، وأحيانًا في سياقات دينية، لا سيما داخل التصوف. ففي عام 1378، حظر سودون شيكوني، أمير بني جُنَيْمَة في الجزيرة العربية، القنب، مما يُعدّ أحد أوائل عمليات الحظر المسجلة في التاريخ.
ينسب التقليد الصوفي اكتشاف القنب إلى جعفر الشيرازي (الشيخ حيدر)، وهو زعيم صوفي من القرن الثاني عشر. بينما يُرجع آخرون أصله إلى الخضر.
يعتقد بعض القادة المسلمين المعاصرين أن الماريجوانا الطبية مسموح بها في الإسلام، لكن الاستخدام الترفيهي غير جائز. على سبيل المثال، صرّح الإمام محمد إلهي في ديربورن هايتس، ميشيغان، قائلاً: "من الواضح أن تدخين الماريجوانا للمتعة أمر خاطئ... ينبغي أن يكون مسموحًا فقط إذا كان هو الخيار الوحيد لعلاج حالة طبية بناءً على وصفة طبية من الخبراء."
تُعتبر منتجات القنب غير المُسكرة، مثل الكانابيديول (CBD) والقنب الصناعي، مقبولة من قبل العديد من الفقهاء الإسلاميين، خاصة عند استخدامها كعلاج طبي. أما المنتجات التي تحتوي على رباعي هيدرو كانابينول (THC)، وهو المركب ذو التأثير النفسي، فتُعتبر في الغالب غير جائزة.

## السيخية
في السيخية، ذكر المعلم السيخي الأول، الغورو ناناك، أن استخدام أي مادة تؤثر على العقل (دون أغراض طبية) يُعتبر تشتيتًا للعقل ويمنعه من البقاء نقيًا بذكر اسم الله. وفقًا لدليل ريهات ماريادا، وهو مدونة السلوك السيخية، فإن: "يجب على السيخي ألا يتعاطى القنب (الحشيش)، الأفيون، الكحول، التبغ، أو أي مادة مسكرة أخرى. يجب أن يقتصر استهلاكه على الطعام والماء فقط". ومع ذلك، هناك تقليد بين بعض السيخ، لا سيما في مجتمع النيهانغ، يتمثل في استهلاك القنب القابل للأكل، غالبًا في شكل مشروب البانغ.

## الطاوية
بدءًا من القرن الرابع، أشارت النصوص الطاوية إلى استخدام القنب في المباخر. استشهد جوزيف نيدهام بالموسوعة الطاوية الضروريات السرية العليا (بالصينية: 無上秘要)، التي كُتبت حوالي عام 570م، حيث ذُكر أن القنب كان يُضاف إلى مباخر الطقوس، واقترح أن الطاويين القدماء أجروا تجارب منهجية باستخدام الأدخنة المهلوسة.
يذكر كتاب سجلات تجمعات الخالدين المتكاملين (元始上真眾仙記)، المنسوب إلى غيهونغ (283-343م):
"بالنسبة لأولئك الذين يبدأون في ممارسة الطاوية، ليس من الضروري الذهاب إلى الجبال... بعضهم، باستخدام البخور المنقي والرش والتنظيف، يمكنهم أيضًا استدعاء الخالدين المتكاملين. أتباع السيدة وي و شو هم من هذا النوع."
السيدة وي هواكون (魏華存) (252-334م) وشو مي (許謐) (303-376م) أسسا مدرسة شانغتشينغ الطاوية. ويُقال إن نصوص شانغتشينغ أُمليت على يانغ شي (楊羲) (330-حوالي 386م) خلال رؤى ليلية من قبل الخالدين، وقد اقترح نيدهام أن يانغ ربما كان مدعومًا بشكل شبه مؤكد بالقنب.
في كتاب سجلات إضافية لأطباء مشهورين (名醫別錄)، الذي ألّفه تاو هونغجينغ (456-536م)، وهو عالم صيدلة طاوي كتب أيضًا أول تعليقات على نصوص شانغتشينغ، جاء فيه:
"بذور القنب نادرًا ما تُستخدم في الطب، لكن الفنيين السحريين يقولون إنه إذا استهلكها المرء مع الجانسنغ، فستمنحه معرفة غير طبيعية بالأحداث المستقبلية."
أما في كتاب طبي طاوي يعود للقرن السادس الميلادي، يُدعى كلاسيكيات الأحشاء الخمسة (五臟經)، فقد ورد فيه:
"إذا كنت ترغب في استدعاء تجليات شيطانية لتظهر أمامك، فيجب أن تتناول بانتظام أزهار نبات القنب."
ربط جوزيف نيدهام الأساطير المتعلقة بـماجو، المعروفة بـ"عذراء القنب"، بالاستخدامات الدينية المبكرة للقنب في الطاوية، مشيرًا إلى أن ماجو كانت إلهة جبل تاي المقدس في مقاطعة شاندونغ، حيث كان يُعتقد أن القنب يتم جمعه في اليوم السابع من الشهر السابع، وهو يوم تُقام فيه ولائم الاستحضار الروحي في المجتمعات الطاوية.